# 丹尼斯·纽博克
丹尼斯·纽博克（俄语：Денис Урубко，1973年7月29日—）是一位哈萨克斯坦著名的登山家。

## 生平
出生于北高加索的涅温诺梅斯克，1990年后移居哈萨克斯坦。曾作过专业运动员，学过表演，当过摄影师。他从90年开始登山，完成上千次有难度的攀登活动。2009年完成全部海拔8000米级山峰的攀登，成为全球第十八位登顶14座8000米山峰的登山家，同时也是第8位全部无氧登顶这14座8000米山峰的登山家。曾先后三次获得亚洲金冰镐奖。